# Separatismo bereber en África del Norte
El separatismo bereber en el norte de África se refiere a una lucha por la independencia de los grupos étnicos bereberes en las zonas del Marruecos moderno, Argelia, Malí y Libia. El primer capítulo de este separatismo moderno se encarnó en la guerra del Rif, que condujo a la creación de la efímera República del Rif (1920-1926). A pesar de la desintegración de este estado bereber, el movimiento independentista continuó durante el siglo XX en Argelia y en el siglo XXI fue liderado por tribus tuaregs en Malí y Libia. El intento fallido de formar el estado de Azawad dentro de Malí en 2012 y la formación de facto de la autonomía tuareg de Ghat dentro de Libia desde 2014, y por última vez resurgió en Marruecos en 2013, escalando hasta convertirse en un movimiento de protesta  bereber en 2016.

## Cronología

### Guerra del Rif
La guerra del Rif fue un conflicto armado que se libró durante la primera mitad de la década de 1920 en el protectorado español de Marruecos entre España, a la que se unió Francia, y las tribus bereberes de la  región montañosa del Rif.Liderados por Abd el-Krim y financiados por las potencias europeas contrarias a Francia y España, los rifeños al principio infligieron varias derrotas a las fuerzas españolas utilizando tácticas de guerra de guerrilla y capturaron armas europeas. Tras la entrada de Francia en el conflicto y el importante desembarco de tropas españolas en  Alhucemas, considerado el primer desembarco anfibio de la historia en el que se utilizaron tanques y aviones, Abd el-Krim se rindió a los franceses y fue llevado al exilio.
La naturaleza de la guerra del Rif sigue siendo controvertida entre los historiadores de hoy. Algunos lo ven como un presagio del proceso de descolonización en el norte de África, otros como  una de las últimas guerras coloniales, y otros como un conflicto entre las potencias europeas en el periodo de entreguerras.

### Disturbios del Rif de 1958
En 1958, el rey marroquí Hassan II ordenó a miles de soldados que se dirigieran a la región del Rif para sofocar un movimiento de desobediencia civil que había reclamado derechos sociales y políticos, por lo que muchos abandonaron el Rif en busca de una vida mejor, regresando a sus pueblos ancestrales solo para construir casas en las que vivían durante las vacaciones o después de la jubilación. Esto, junto con la desviación de gran parte de la tierra cultivable de la región para la siembra de cannabis, ha diezmado la economía y el medio ambiente locales.[cita requerida]

### Movimiento Kabylie

#### Primavera bereber (1980)
La «Primavera bereber» fue un período de protesta política y activismo civil en 1980, en el que se reivindicó el reconocimiento de la identidad y la lengua bereberes en Argelia, con acontecimientos que tuvieron lugar principalmente en Cabilia y Argel. El trasfondo estuvo marcado por dos décadas de duras medidas de arabización instituidas por el gobierno de la dictadura nacionalista árabe del  FLN, que se negó a reconocer la identidad bereber de Argelia y prohibió totalmente el  idioma bereber.
La «Primavera bereber» es tradicionalmente fechada a partir del 10 de marzo de 1980, con la prohibición de una conferencia que será realizada por el intelectual cabila Mouloud Mammeri en la Universidad de Hasnaoua en Tizi-Ouzou. Un punto crítico fue el arresto coordinado de cientos de activistas, estudiantes y médicos bereberes el 20 de abril, lo que desencadenó una huelga general.
Si bien la primavera bereber fue suprimida violentamente por las autoridades argelinas, creó un legado duradero para Cabilia y los bereberes en todo el norte de África. Muchos de los políticos y activistas cabilas prominentes de hoy en día se hicieron un nombre durante los eventos de la «Primavera bereber», y organizaciones como la Marcha por la Cultura y la Democracia (RCD) y el Movimiento Cultural Bereber (Mouvement Culturel Berbère - MCB) fueron creados más tarde por activistas de la Primavera. La primavera también fue un acontecimiento importante para la naciente comunidad de derechos humanos de Argelia, incluso fuera de los círculos bereberes.
Desde el desmantelamiento del sistema monopartidista del FLN en 1989 -seguido por la democratización abortiva y la guerra civil-, el Estado ha satisfecho algunas de las demandas de la «Primavera Bereber», y el idioma bereber es ahora una lengua nacional de Argelia. Sin embargo, este idioma sigue siendo distinto del árabe, que sigue siendo el idioma oficial, y quedan muchos otros puntos de controversia.

#### Los enfrentamientos étnicos de 2014-15
En 2014 y 2015 se produjeron varios incidentes de disturbios étnicos en Argelia, con una docena de víctimas mortales en actos de violencia entre árabes y bereberes.

#### Protestas de 2017
En febrero de 2017, estallaron protestas en Argelia, con unas 500 personas marchando, organizadas por grupos de derechos humanos, algunos sindicalistas y un pequeño partido de la oposición. Las principales fuerzas de la oposición argelina no participaron. Se ha movilizado a un gran número de policías para tratar de impedir que la protesta siga adelante. La policía detuvo a Belaid Abrika, una destacada figura de la oposición y defensor de los derechos de la gran minoría bereber de Argelia.

### Azawad
Más información: conflicto del norte de Malí y Azawad

### Guerra civil libia
Más información: Milicias tuareg de Ghat

### Protestas bereberes en Marruecos

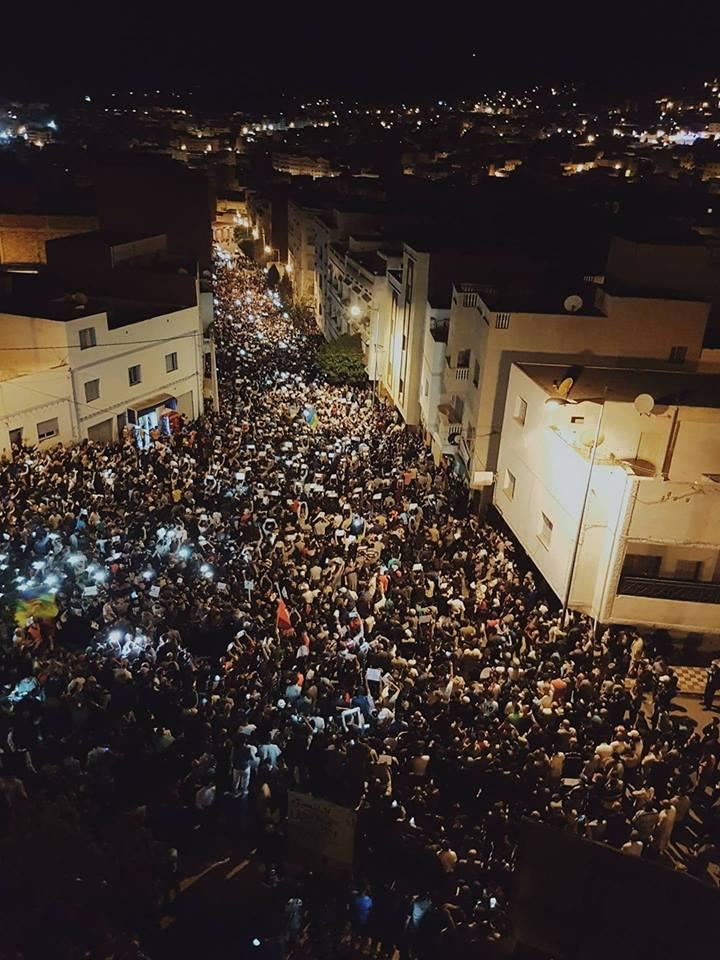
Rif Hirak protesta en la región Rif de Marruecos

Más información: Movimiento Popular del Rif o Hirak del Rif
Desde 2013, el Movimiento por la Independencia del Rif ha resurgido en Marruecos. El Movimiento por la Independencia del Rif es miembro fundador de la «Organización de los Estados Emergentes de África».
Desde finales de 2016, se han producido disturbios masivos en las comunidades bereberes marroquíes de la región del Rif, iniciados tras la muerte de un pescadero en Alhucemas en octubre de 2016. El 31 de octubre se produjeron manifestaciones masivas en todo Marruecos, organizadas por la minoría bereber. Durante enero y febrero de 2017, los disturbios se intensificaron y se caracterizaron por la preocupación por el desempleo, con una treintena de agentes de policía heridos en la ciudad marroquí de Alhucemas, en el norte del país, tras el despliegue de gases lacrimógenos y balas de goma contra miles de manifestantes, en su mayoría jóvenes.
Otra escalada tuvo lugar en mayo de 2017. Las protestas fueron encabezadas por Nasser Zefzafi, fundador de Al-Hirak al-Shaabi, o el Movimiento Popular del Rif. Zefzafi fue detenido por la policía marroquí a finales de mayo de 2017. Desde la detención de Zefzafi, miles de personas han salido a las calles de Alhucemas, y las manifestaciones también se han extendido a las capitales Rabat y Casablanca. Los manifestantes proclamaron "Todos somos Zefzafi" y ondearon banderas bereberes, con unas 40 personas detenidas. Al 30 de mayo, el número de manifestantes detenidos llegaba a 70.